# William Caxton

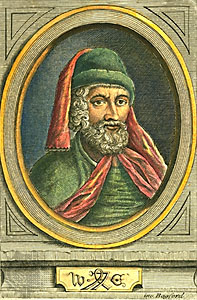
William Caxton

William Caxton (n. cc. 1422, comitatul Kent, Anglia - d. cca. 1491) a fost un scriitor, diplomat și negustor englez. El este considerat părintele tiparului englezesc. În anul 1438 el a devenit ucenicul lui Robert Large, un negustor bogat, care a devenit lord primar al Londrei. Robert a murit în anul 1441, astfel că William s-a mutat la Bruges, centru comercial european de lână, unde timp de 33 de ani a fost negustor de postavuri, devenind un membru din ce în ce mai prosper și influent al comunității de tranzacționare engleză în Flandra și Olanda. În perioada cuprinsă între anii 1462-1465 și-a început activitatea ca ,,Guvernator al națiunii engleze a Aventurilor Merchant”.
Această poziție importantă implica negocieri comerciale delicate și responsabile, la care Caxton a făcut față cu succes. Ultima mențiune a lui Caxton ca guvernator al ,,Națiunii Engleze” este pe 14 august 1469, și probabil aceasta este perioada în care intră în serviciul Margaretei, ducesă de Burgundia( sora lui Eduard al IV-lea), posibil ca și consilier financiar. Tot în 1469 el începe să traducă cartea ,,The Recuyell of the Historyes of Troye”( ,,Seria de povestiri despre Troia”).
În anul 1470, William Caxton studiază tiparul la Köln. După ce va lăsa cartea o perioadă, acesta va relua traducerea la dorința ducesei Margareta, și-i va prezenta manuscrisul în septembrie 1471. În timpul celor 33 de ani în care a stat la Bruges, unde a avut acces la librăriile bogate ale Ducelui de Burgundia și ale altor nobili, a deprins meșteșugul tiparului. De la discipolul său,  Wynkyn de Worde, aflăm că el a studiat la Köln.
A tipărit prima carte în limba engleză în anul 1475, aceasta fiind ,,The Recuyell of the Historyes of Troye”, pe care o tradusese în anii trecuți. Un an mai târziu, în 1476, va înființa prima tipografie din Anglia, în incinta Mănăstirii Westminster. Prima carte tipărită la Westminster a fost ,,Dictes of Sayengis of the Phylosophres”, tipărită pe 8 noiembrie 1477. Cărțile lui au fost apreciate, astfel că regii, nobilii și negustorii bogați erau cumpărătorii lui Caxton, care uneori comandau cărți speciale. William Caxton are și meritul că a editat prima carte englezească ilustrată-,,The Myrrour of the Worlde”(1481).
De asemenea, a imprimat o mare parte din literatura engleză disponibilă lui: ,,The Canterbury Tales”( ,,Povestirile din Canterbury”) a marelui poet englez Geoffrey Chaucer( circa 1342-1400), ,,Le Morte d'Arthur”, a lui Sir Thomas Malory, etc. În total a tipărit aproximativ 100 de cărți, cuprinzând lucrări științifice, tomuri de poezie și romane cavalerești.